# 沼坪站
沼坪站（韓語：늪평역）是朝鮮民主主義人民共和國两江道惠山市的一個鐵路車站，属于北部内陆线。

## 历史
- 1987年11月27日，落成使用。

## 邻近车站
北部内陆线
三水青年站 - 沼坪站 - 江口站